# Lidiya Glubokova
Lidiya Timofeïevna Glubokova (russe : Лидия Тимофеевна Глубокова), née le 17 septembre 1953 à Elektrostal (RSFS de Russie) et morte le 15 mai 2022, est une ancienne joueuse soviétique de hockey sur gazon. Elle est médaillée de bronze aux Jeux de 1980.

## Carrière
Lidiya Glubokova fait partie de l'équipe soviétique de hockey sur gazon qui remporte la médaille de bronze aux Jeux olympiques d'été de 1980.

## Palmarès

### Jeux olympiques
- médaille de bronze du tournoi féminin en 1980 à Moscou,  Union soviétique